# Labeobarbus litamba
Labeobarbus litamba là một loài loài cá vây tia thuộc họ Cyprinidae.
Môi trường sống tự nhiên của chúng là sông ngòi và hồ nước ngọt. Đây là loài đặc hữu của hồ Malawi và its sông ngòi mouths ở Malawi, Mozambique và Tanzania.